# رود کافرنهان
کافرنهان (تاجیکی: Кофарниҳон) یکی از بزرگترین انشعابات آمودریا (وخش و پنج) در تاجیکستان است. این رود ۳۸۷ کیلومتر درازا دارد و حوزه آبریز آن ۱۱٬۶۰۰ کیلومتر مربع است. کافرنهان در دامنه‌های جنوبی رشته‌کوه حصار در ناحیه وحدت (ناحیه کافرنهان پیشین) سرچشمه می‌گیرد و به سمت جنوب-غرب حرکت می‌کند و با گذر از شهرهای وحدت و دوشنبه با حرکت به سمت جنوب و ولایت ختلان از مرز افغانستان می‌گذرد و در پایان در ۴۰ کیلومتری نقطه تلاقی رودهای وخش و پنج به آمودریا می‌ریزد. این رود یک منبع مهم آب آشامیدنی است ولی به دلیل فاضلاب در اطراف شهرهای دوشنبه و وحدت آلوده‌است.
کافرنهان در بخشی از مسیر خود، مرز میان تاجیکستان و ازبکستان را می‌سازد. انشعابات مهم آن ورزاب و خانقاه از راست و ایلاک از چپ هستند.